# Dobříš
Dobříš (en allemand : Doberschisch) est une ville du district de Příbram, dans la région de Bohême-Centrale, en République tchèque. Sa population s'élevait à 8 867 habitants en 2024.

## Géographie
Dobříš se trouve à 17 km au nord-est de Příbram et à 39 km au sud-ouest du centre de Prague.
La commune est limitée par Skuhrov, Svinaře et Řevnice au nord, par Mníšek pod Brdy, Kytín, Voznice, Mokrovraty, et Stará Huť à l'est, par Svaté Pole et Obořiště au sud, et par Rosovice, Hostomice, Velký Chlumec, Vižina et Podbrdy à l'ouest.

## Histoire
Selon la légende, Dobříš aurait été fondée par un certain Dobřich, compagnon de Čech, l'ancêtre légendaire du peuple tchèque. Son nom, et par extension celui de la ville, est lié à l'adjectif dobrý qui, en tchèque, signifie « bon »
La première mention écrite de la localité date de 1252, il s'agit d'un acte mentionnant les droits de l'abbaye de Plasy, signé de la main de Venceslas Ier. Cet acte décrit Dobříš comme un relais de chasse situé sur la piste d’or. Peu après, en 1262, Dobříš passe aux Rosenberg puis devient la propriété d'Étienne de Tetín en 1321, avant de redevenir propriété royale sous Jean Ier. Dobříš est alors mentionnée comme ville de foire et marché.
Comme son père Jean Ier, Charles IV vient chasser à Dobříš et il y transfert l'administration de la vénerie des terres royales de Bohême.
Le développement prometteur de la ville est interrompu par les croisades contre les Hussites : en 1421, les armées du chef de guerre hussite Jan Žižka alliées aux Pragois y mettent en déroute l'armée de l'empereur Sigismond Ier.
À partir de cette époque, les terres de Dobříš sont presque constamment hypothéquées par le pouvoir royal en faveur de familles nobles. Le château presque entièrement détruit est tout d'abord gagé, en 1422, auprès de Frédéric (Bedřích en tchèque) de Kolovrat. Georges Ier lève l'hypothèque en 1461 auprès des héritiers de Kolovrat, afin de confier le château à ses fils mais ceux-ci le cèdent dès 1472. Les propriétaires suivants sont Jindřich de Švamberk et Děpold de Lobkowicz dont les héritiers, en 1530, retournent le domaine à l'empereur Ferdinand Ier. Entre-temps, la ville perd en importance et ne compte alors plus que vingt-sept feux.
Le fantasque empereur Rodolphe II y loge les chameaux venus d'Orient qu'il avait reçus en cadeau. Cette époque voit également les premières mentions d'une communauté juive à Dobříš. Il en reste aujourd'hui un cimetière au nord de la ville dont les pierres tombales datent de cette époque.

### Sous les Mansfeld
En 1630, Dobříš quitte définitivement le domaine royal et est cédée au comte prussien Bruno von Mansfeld. Le roi de Bohême, dans l'acte de vente, s'est juste réservé le droit de chasse sur les terres de Dobříš et ce, « pour l'éternité ».
La guerre de Trente Ans affecte Dobříš aussi durement que le reste de la Bohême : elle est envahie et son château rasé par les armées suédoises en 1639.
En 1745, les travaux d'édification d'un château baroque sont entrepris sur les plans de Giovanni Niccolo Servandoni et Jules-Robert de Cotte. Les travaux s'étalent sur vingt ans. Notons la statuaire baroque du parc, œuvre du sculpteur Ignác Platzer. Les Mansfeld, élevés au rang de princes, étendent alors leur domaine en rachetant les terres environnantes.

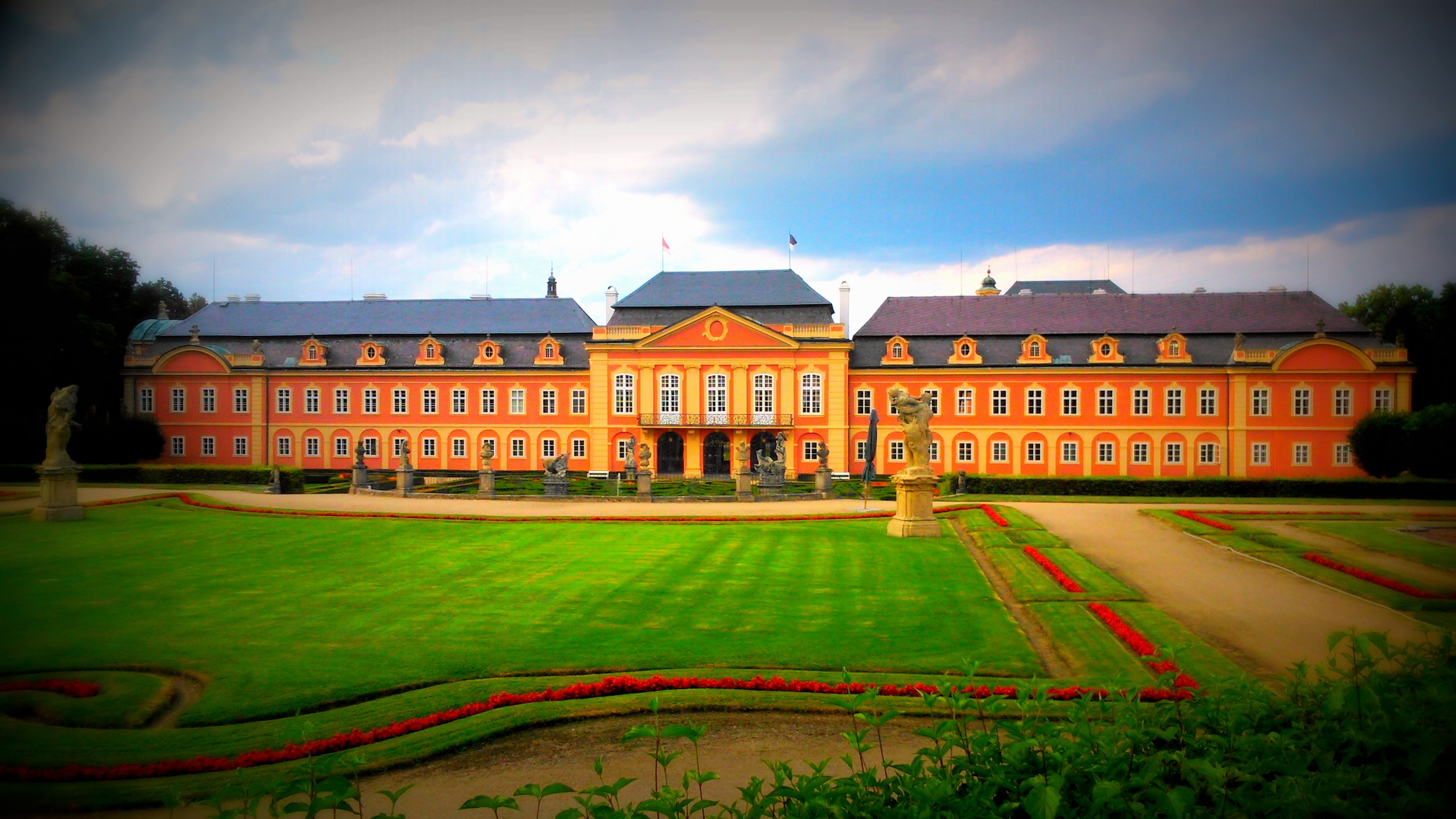
Château de Dobříš.

En 1780, le dernier des Mansfeld décède au combat et Dobříš devient, par héritage, propriété des Colloredo de la branche d'Opočno, qui ajoutent à leur nom celui de Mansfeld et créent la maison de Colloredo-Mansfeld.

### AuXXesiècle
La ville est marquée par un boom industriel au début du XXe siècle : elle devient le siège de Rukavičkářské závody Dobříš, une fabrique de gants. À la fin des années 1930, Tomáš Masaryk y fait un séjour au sanatorium pour se remettre d'une fatigue nerveuse et pulmonaire et d'un épuisement général.
Après la Seconde Guerre mondiale, le château est occupé par l'Union des écrivains tchécoslovaques (Svaz československých spisovatelů) et les artistes y trouvent un lieu de repos et d'écriture. Outre les visiteurs tchèques et slovaques, y passent de nombreux écrivains étrangers, souvent communistes (Paul Éluard, Louis Aragon), parfois en exil forcé en raison des régimes dictatoriaux dans leurs propres pays (Jorge Amado qui mentionne son séjour a Dobříš dans son livre Navigation de cabotage, Pablo Neruda ou Rafael Alberti) ; Ilya Ehrenbourg, Alexandre Fadeïev, Martin Andersen Nexö et Arnold Zweig entre autres y séjournèrent également.
Après la Révolution de velours, le château est restitué aux Colloredo-Mansfeld.

## Transports
Par la route, Dobříš se trouve à 17,5 km de Příbram, à 34 km de Beroun et à 43 km de Prague.

## Jumelages
- Humenné (Slovaquie)
- Mierlo (Pays-Bas)
- Saint-Leu-la-Forêt (France)
- Tonnerre (Yonne) (France)